# 우치야마 다마키
우치야마 다마키(일본어: 内山 環, 1972년 12월 13일 ~ )는 일본의 은퇴한 여자 축구 선수이다.

## 국가대표팀 경력
그녀는 1991년 AFC 여자 축구 선수권 대회에 참가할 일본 국가대표팀에 발탁되었으며, 5월 26일 조선민주주의인민공화국과의 경기에서 데뷔했다. 1991년과 1995년 AFC 여자 축구 선수권 대회 준우승, 1994년 아시안 게임 은메달 획득에 기여했으며 1991년과 1995년과 1999년 FIFA 여자 월드컵, 1996년 하계 올림픽에도 출전했다. 그녀는 1999년까지 국제 A매치 58경기에 출전해서 26득점을 넣었다.

## 통계
| 일본 | 일본 | 일본 |
| 연도 | 출전 | 득점 |
| ---- | ---- | ---- |
| 1991 | 6    | 3    |
| 1992 | 0    | 0    |
| 1993 | 0    | 0    |
| 1994 | 5    | 1    |
| 1995 | 9    | 9    |
| 1996 | 8    | 3    |
| 1997 | 6    | 4    |
| 1998 | 10   | 2    |
| 1999 | 14   | 4    |
| 통산 | 58   | 26   |